# آنخل کلمنته روخاس
آنخل کلمنته روخاس (اسپانیایی: Ángel Clemente Rojas‎؛ زادهٔ ۲۸ اوت ۱۹۴۴) بازیکن فوتبال اهل آرژانتین است.

## باشگاهی
از باشگاه‌هایی که در آن بازی کرده‌است می‌توان به باشگاه فوتبال راسینگ کلوب آویاندا، باشگاه فوتبال بوکا جونیورز، و باشگاه فوتبال لانوس اشاره کرد.

## تیم ملی
وی همچنین در تیم ملی فوتبال آرژانتین بازی کرده‌است.